# آغيقان (أديامان)
آغيقان (بالكردية: Axîkan‏) (بالتركية: Ağikan)‏ هي قرية كرديّة تتبع إداريّاً لمديرية أديامان في محافظة أديامان التركية الواقعة في جنوب شرق الأناضول. وبلغ عدد سكانها 116 نسمة في عام 2021.